# Lee Jong-ho
Đây là một tên người Triều Tiên, họ là Lee.
Lee Jong-ho (tiếng Hàn: 이종호; sinh ngày 24 tháng 2 năm 1992) là một cầu thủ bóng đá Hàn Quốc thi đấu ở vị trí tiền đạo cho Ulsan Hyundai FC. Anh có biệt danh "Rooney của Gwangyang" khi thi đấu ở K League 1.

## Sự nghiệp
Lee học tập tại Trường Trung học Gwangyang Jecheol (đội U-18 Jeonnam Dragons). Lee ký bản hợp đồng 3 năm với Jeonnam Dragons ngày 24 tháng 2 năm 2011. Anh ra mắt tại Jeonnam Dragons trong chiến thắng 1–0 trước Jeonbuk Hyundai Motors ngày 6 tháng 3 năm 2011, khi vào sân từ ghế dự bị thay cho Nam Joon-jae.

## Sự nghiệp quốc tế
Ngày 18 tháng 10 năm 2008, Lee đoạt danh hiệu cầu thủ xuất sắc nhất Abdullah Al Dabal tại Giải vô địch bóng đá U-16 châu Á.
Lee thi đấu cho Đội tuyển bóng đá U-17 quốc gia Hàn Quốc ở Giải vô địch bóng đá U-17 thế giới năm 2009, và ghi 2 bàn cho đội tuyển quốc gia. Năm 2011, Lee cũng thi đấu cho Đội tuyển bóng đá U-20 quốc gia Hàn Quốc ở Giải vô địch bóng đá U-20 thế giới.

## Thống kê sự nghiệp câu lạc bộ
Tính đến 31 tháng 8 năm 2014
| Thành tích câu lạc bộ | Thành tích câu lạc bộ  | Thành tích câu lạc bộ | Giải vô địch | Giải vô địch | Cúp FA  | Cúp FA    | Cúp Liên đoàn | Cúp Liên đoàn | Tổng cộng | Tổng cộng |
| Mùa giải              | Câu lạc bộ             | Giải vô địch          | Số trận      | Bàn thắng    | Số trận | Bàn thắng | Số trận       | Bàn thắng     | Số trận   | Bàn thắng |
| --------------------- | ---------------------- | --------------------- | ------------ | ------------ | ------- | --------- | ------------- | ------------- | --------- | --------- |
| 2011                  | Jeonnam Dragons        | K League 1            | 18           | 2            | 3       | 0         | 3             | 0             | 25        | 2         |
| 2012                  | Jeonnam Dragons        | K League 1            | 33           | 6            | 2       | 0         | -             | -             | 34        | 6         |
| 2013                  | Jeonnam Dragons        | K League 1            | 32           | 6            | 4       | 0         | -             | -             | 32        | 6         |
| 2014                  | Jeonnam Dragons        | K League 1            | 31           | 10           | 1       | 0         | -             | -             | 32        | 10        |
| 2015                  | Jeonnam Dragons        | K League 1            | 31           | 12           | 2       | 2         | -             | -             | 33        | 14        |
| 2016                  | Jeonbuk Hyundai Motors | K League 1            | 17           | 5            | 3       | 3         | -             | -             | 20        | 8         |
| Tổng cộng sự nghiệp   | Tổng cộng sự nghiệp    | Tổng cộng sự nghiệp   | 162          | 41           | 15      | 5         | 3             | 0             | 180       | 46        |

### Bàn thắng quốc tế
| No. | Ngày               | Địa điểm                                       | Đối thủ    | Tỉ số | Kết quả | Giải đấu                |
| --- | ------------------ | ---------------------------------------------- | ---------- | ----- | ------- | ----------------------- |
| 1   | 2 tháng 8 năm 2015 | Sân vận động Trung tâm Thể thao Vũ Hán, Vũ Hán | Trung Quốc | 1 bàn | 2–0     | Cúp bóng đá Đông Á 2015 |

## Danh hiệu

### Câu lạc bộ
Jeonbuk Hyundai Motors
- Giải vô địch bóng đá các câu lạc bộ châu Á (1): 2016

### Quốc tế
Hàn Quốc U-23
- Đại hội Thể thao châu Á (1): 2014

Hàn Quốc
- Cúp bóng đá Đông Á (1): 2015

### Cá nhân
- Cầu thủ xuất sắc nhất Giải vô địch bóng đá U-16 châu Á (1): 2008